# Generația pierdută (România)
„Generația pierdută”, în România, este un termen folosit de critica literară din România pentru a desemna o serie de poeți sau prozatori (născuți în primele decenii ale secolului XX) care nu și-au putut publica opera pe care ar fi scris-o în România socialistă. Ei au fost împiedicați să publice după 1947 de către cenzura Republicii Populare Române. Au debutat târziu, la maturitate, unii abia după eliberarea lor din pușcăriile politice. O parte dintre ei au făcut inițial parte din Cercul literar de la Sibiu, în vreme ce alții au făcut parte din grupul Albatros.  